# Matty
Matty é um município da Hungria, situado no condado de Baranya. Tem 16,9 km² de área e sua população em 2019 foi estimada em 298 habitantes.